# Gistrup
Gistrup ligger i Himmerland og er en forstad til Aalborg med 3.694 indbyggere  (2024), beliggende 10 km sydøst for Aalborg Centrum og to kilometer syd for Aalborg Universitet og Nybyggeriet Aalborg Universitetshospital. Byen hører til Aalborg Kommune og ligger i Region Nordjylland.
Gistrup ligger i Gistrup Sogn, der blev udskilt fra Nøvling Sogn som kirkedistrikt i 1975 og som selvstændigt sogn i 1996. Gistrup Kirke fra 1986 ligger i byen.
Gistrup afgrænses mod syd af Lundby Bakker (Lundby Krat), mod vest af et større vandindvindingsområde, som anvendes af Ørnehøj Golfklub, mod øst af Hadsund Landevej og mod nord af de våde enge om Landbækken i Indkildedalen.

## Historie
Området blev oprindelig kaldt Gede Torpeir, fordi bønderne fra Nøvling anvendte det til deres græssende geder. Navnet har sidenhen udviklet sig over Gedetorp, Gedestorp og Giistrup til nu Gistrup.:16
Gistrup opstod som en udflytterlandsby fra Nøvling omkring år 1200. Den oprindelige udflytning findes stadig som gårde i byens vestlige udkant, senere benævnt Gammel Gistrup.
Byens eksistensgrundlag har skiftet fra landbrug (til 1950) over handel og erhverv (fra 1900) til at være en satellitby til Aalborg (1960).

### Skoler
:124-128:103-108Den først kendte skole i Gistrup var en friskole, som lå ved Hadsundvej og virkede fra 1836 til 1853. Den blev da afløst af en skole på Mølletoften, som blev udvidet i 1861. Yderligere en skole blev opført på Gammel Gistrupvej i 1901, og denne virkede til den blev afløst af den nuværende Gistrup Skole i 1958. Den nuværende skole blev opført i 1957 - 1958 med blot fire klasselokaler, bibliotek, lærerværelse og gymnastiksal. Skolen er siden udvidet af flere omgange og nu en af Aalborgs største.
:14-20I perioden 1899 - 1928 havde baptisterne en Gistrup Højskole i nordkanten af byen. Skolen afløste en tidligere højskole i Oppelstrup. Skolens formål var at uddanne ledere til baptisternes menigheder. Højskolen virkede som karleskole om vinteren og pigeskole om sommeren. I 1918 blever oprettet et præliminærkursus i tilknytning til højskolen. I 1927 besluttede baptistsamfundet at flytte undervisningen til Tølløse, hvor en skole blev indviet i 1928. Skolebygningen i Gistrup blev omdannet til alderdomshjem og i 1977:34 nedrevet for at give plads til rækkehuse, mens en del af de tidligere lærerboliger stadig findes langs Hadsundvej.

### Jernbanen
Ved anlæggelsen af Aalborg-Hadsund Jernbane blev Gistrup Station oprettet 1 km øst for landsbyen på åbent land, hvor der i nærheden kun fandtes en skole, en mølle og en smedje ifølge målebordsbladet fra 1842-1899. Banen blev indviet 1. december 1900, og efterhånden opstod der et lille samfund omkring stationen. I 1924 fandtes der også brugsforening, købmand, kro og postekspedition på stationen. Målebordsbladet fra 1928-1940 viser desuden et bageri og en højskole, men bebyggelsen var lidt spredt, og stationsbyen var endnu ikke vokset sammen med den gamle landsby. I 1955 havde Gistrup 228 indbyggere.
Hadsundbanen blev nedlagt i 1969, men strækningen vest for Gistrup blev i 1972 genbrugt i Aalborgs nye havnebane, som går nord om Gistrup ud til Østhavnen (Grønlandshavnen). Limfjordsbanen, der er en afdeling af Dansk Jernbane-Klub, begyndte i 1973 at køre veterantog på banen og har et standsningssted ved Hadsundvej lige nord for Gistrup. Banen har dog været lukket midlertidigt siden starten af 2012.
Stationsbygningen blev revet ned i 1976. Den lå ved Nøvlingvej, som delvis er anlagt på banetracéet. N for stationen blev der under 2. verdenskrig opført en række pakhuse, som blev revet ned i 2001. Den brede cykelsti Gistrup Banesti følger delvis banetracéet gennem byen. Øst for Hadsundvej følges den med national cykelrute 12 (Limfjordsruten), som øst for byen går ad banetracéet til Storvorde.

## I Gistrup
I byen findes Gistrup Skole, et antal buslinjer, sportshaller, et par dagligvarebutikker, bager, slagter, tøjbutikker samt enkelte spisesteder. De nyere veje i byen er navngivet efter træ-temaer, så som "Spiren", "Roden", "Stammen","Kvisten" "Bladet" og "Splinten".
Der var posthus i byen frem til 2012, hvorefter postekspedition er blevet varetaget af dagligvarebutikker. Kro-driften er nu indstillet, og kun kro-bygningen og vejen "Ved Kroen" minder om den.
En privatperson har siden 2005 ombygget et alimindeligt parcelhus fra 1959 til en middelalderinspireret borg med voldgrav, vindebro, tårne, hall med 6 m til loftet, og hans eget våbenskjold, som han kalder Casa Del Renaissance.